# Jérémy Roy (hockey sur glace)
Pour le cycliste, voir Jérémy Roy.
Pour les articles homonymes, voir Roy.
Jérémy Roy (né le 14 mai 1997 à Richelieu, au Québec, au Canada) est un joueur canadien de hockey sur glace.

## Biographie

### En club
Jérémy Roy débute avec le Phœnix de Sherbrooke dans la LHJMQ pendant la saison 2013-2014. Il est repêché à la 26e position du repêchage d'entrée dans la KHL 2014 par le Dinamo Riga. Il est repêché à la 31e position du repêchage d'entrée dans la LNH 2015 par les Sharks de San José. Il passe professionnel avec le Barracuda de San José, club ferme des Sharks dans la Ligue américaine de hockey en 2017. En 2021, il signe chez le HKm Zvolen dans l'Extraliga Slovaque. Lors de la saison 2022-2023 il porte les couleurs du HK Vitiaz dans la KHL.

## Statistiques

### En club
| Saison    | Équipe                          | Ligue          |    | Saison régulière | Saison régulière | Saison régulière | Saison régulière | Saison régulière |   | Séries éliminatoires | Séries éliminatoires | Séries éliminatoires | Séries éliminatoires | Séries éliminatoires |
| Saison    | Équipe                          | Ligue          | PJ | B                | A                | Pts              | Pun              | PJ               | B | A                    | Pts                  | Pun                  |                      |                      |
| 2013-2014 | Phœnix de Sherbrooke            | LHJMQ          | 64 | 14               | 30               | 44               | 23               | -                | - | -                    | -                    | -                    |                      |                      |
| 2014-2015 | Phœnix de Sherbrooke            | LHJMQ          | 45 | 5                | 38               | 43               | 37               | 6                | 1 | 4                    | 5                    | 0                    |                      |                      |
| 2015-2016 | Phœnix de Sherbrooke            | LHJMQ          | 45 | 6                | 28               | 34               | 27               | -                | - | -                    | -                    | -                    |                      |                      |
| 2016-2017 | Armada de Blainville-Boisbriand | LHJMQ          | 10 | 2                | 1                | 3                | 9                | -                | - | -                    | -                    | -                    |                      |                      |
| 2017-2018 | Barracuda de San José           | LAH            | 20 | 2                | 6                | 8                | 6                | -                | - | -                    | -                    | -                    |                      |                      |
| 2018-2019 | Barracuda de San José           | LAH            | 58 | 6                | 15               | 21               | 18               | -                | - | -                    | -                    | -                    |                      |                      |
| 2019-2020 | Barracuda de San José           | LAH            | 35 | 1                | 7                | 8                | 28               | -                | - | -                    | -                    | -                    |                      |                      |
| 2020-2021 | Gulls de San Diego              | LAH            | 16 | 0                | 2                | 2                | 15               | -                | - | -                    | -                    | -                    |                      |                      |
| 2021-2022 | HKm Zvolen                      | Extraliga Slo. | 48 | 8                | 25               | 33               | 53               | 11               | 1 | 1                    | 2                    | 33                   |                      |                      |
| 2022-2023 | HK Vitiaz                       | KHL            | 68 | 4                | 27               | 31               | 44               | 5                | 0 | 1                    | 1                    | 22                   |                      |                      |
| 2023-2024 | HK Vitiaz                       | KHL            | 67 | 4                | 27               | 31               | 17               | -                | - | -                    | -                    | -                    |                      |                      |
| 2024-2025 | HK Vitiaz                       | KHL            | 60 | 7                | 18               | 25               | 18               | -                | - | -                    | -                    | -                    |                      |                      |